# Niedermorschwihr
Niedermorschwihr település Franciaországban, Haut-Rhin megyében. Lakosainak száma 561 fő (2022. január 1.). Niedermorschwihr Ammerschwihr, Turckheim és Katzenthal községekkel határos.

## Népesség
A település népességének változása:
| Lakosok száma | 539  | 534  | 553  | 539  | 549  | 558  | 557  | 560  | 561  |
|               | 2013 | 2015 | 2016 | 2017 | 2018 | 2019 | 2020 | 2021 | 2022 |